# 転生貴族、鑑定スキルで成り上がる 〜弱小領地を受け継いだので、優秀な人材を増やしていたら、最強領地になってた〜
『転生貴族、鑑定スキルで成り上がる 〜弱小領地を受け継いだので、優秀な人材を増やしていたら、最強領地になってた〜』（てんせいきぞく かんていスキルでなりあがる じゃくしょうりょうちをうけついだので ゆうしゅうなじんざいをふやしていたら さいきょうりょうちになってた）は、未来人Aによる日本のライトノベル。2019年10月31日から小説家になろうにて連載され、2020年7月2日からKラノベブックス（講談社）より発行されている。イラストはjimmy。2024年9月時点でシリーズ累計発行部数は500万部を突破している。
メディアミックスとして、井上菜摘によるコミカライズが『マガジンポケット』（講談社）にて2020年6月26日から連載中。また、テレビアニメは第1期が2024年4月から6月まで放送され、第2期が同年9月から12月まで放送された。

## あらすじ
転生して異世界の弱小貴族に生まれたアルス・ローベントは、特別な武力や知力はないが、他人の才能を見抜く"鑑定スキル"を所持していた。アルスは出自に関わらず有能な人物を登用していき、受け継いだ領地を発展させていく。

## 登場人物
声の項はテレビアニメ版の声優。

### 主要人物
アルス・ローベント
声 - 藤原夏海
本作の主人公。元は35歳の日本人サラリーマンだったが、過労による突然死を経て、サマフォース王国ミーシアン州カナレ郡ランベルクを治めるローベント家の長男アルスとして転生した。その際、他人の才能を前世に好んだ歴史シミュレーションゲームになぞらえたステータスとして見抜く鑑定スキルを得る。初期は統率・武勇・知略・政治・野心の5つのステータス、現在の能力と潜在能力、歩兵・弓兵などの9つの適性を視認できるだけだったが、途中からは鑑定した人物の家族構成などの簡単なプロフィールも視認できるようになる。
リーツ・ミューセス
声 - 坂泰斗
サマフォース大陸では侮蔑対象となっているマルカ人の少年。類い稀な文武両道の才を持つが、マルカ人ゆえに迫害を受けている。所属していた傭兵団が壊滅し、ランベルクで行き倒れ寸前になっていたところをアルスから家臣登用の勧誘を受け、レイヴンによるテストに合格した結果、雑兵兼使用人としてローベント家に雇用される。それ以降はアルスに生涯の忠誠を誓い、彼にとって最も信頼の置ける側近となる。何度かの実戦を経て、頭の良さ、理解力の速さにも着目したレイヴンから高い教育を受け、数か月後にはアルスの教育係に抜擢される。武器は室内でも使用しやすいナイフを多用しているが、普通の剣も扱える。
上記の経緯からアルスに過剰なまでの忠誠心を抱いており、彼を侮蔑する者には即座に過激な手段で黙らせようとする。
シャーロット・レイス
声 - 佳穂成美
レイヴンの依頼で魔法に長けた者を探していた時にカナレの街で出会った女性。物心ついた時から両親はおらず、スラムで育った。スラム街を束ねる領主の屋敷に食糧を盗もうと忍び込んで捕まったが、容貌が良かったことから奴隷として売られ、アルスに銀貨5枚で買われる。
魔法を放つのが初めてにもかかわらずクレーターができる威力の魔法をリーツやレイヴンに見せ、魔法兵としてローベント家に雇用される。1年後には武勲を挙げて「ローベントの火焔姫」の称号を贈られ、引き抜きが来るほどの名声を得たが、他者の誘いに一切応じずランベルク軍の主力として活躍する。
ロセル・キーシャ
声 - 岡咲美保
アルスが6歳の時にランベルクに引っ越してきた狩人であるキーシャ家の三兄弟の末っ子。年齢はアルスより1つ下。高い知略と計略の潜在能力を持つ軍師型の人物。兄のガトス、マルクスが狩人として重要な身体能力に優れているのに対してロセルは身体能力が低いことから、兄たちへの劣等感を抱いていた。父のグレッグから将来を心配されていたが、リーツから提案された罠作りでスーを効率良く捕獲する罠を作り上げ、才能の片鱗を見せる。
グレッグはロセルへの家臣登用の勧誘を受けた際、「ロセルの才能を見抜けなかった」と自分を恥じて嫌われ役に徹しようとしていたが、その会話をロセルに聞かれていたことをきっかけに仲直りした。
リシア・プレイド
声 - 花澤香菜
カナレ郡トルベキスタの領主・ハマンドの娘でアルスの許嫁。顔を見ることで相手の感情を測るという特殊能力を持つ。
政治能力と野心が高いことから、当初のアルスには領地の乗っ取りを企んでいると勘違いされる。後に鑑定能力について打ち明けた際、野心の高さについて「素晴らしい男性に見初められること」と言われた（その先にある成り上がりのことも、アルスは気づいていた）アルスは、リシアを信頼するようになる。
思考は成り上がりを企む貴族そのものであり、嘘だらけの政略のやり取りから一刻も早く抜け出したいと考えている。当初はアルスとの結婚は身分の低さから破談にさせようと思っていたが、彼の能力や性格、領民から慕われている姿を見て大成することを確信し、結婚を決意した。
ミレーユ・グランジオン
声 - 生天目仁美
諸国を旅しながら、酒を飲み歩いている謎の女性。様々なステータスが高いが野心も相当に高く、自由奔放な性格。ファムの変装を一目で見抜くなど洞察力も高い。
かつてランベルク総督に仕えていたが「つまらない」という理由で退職し、現在は時々路銀を稼ぎながら各地を放浪している。その道中でファムが働く酒場を訪れ、彼の紹介でアルスのもとを訪れた。
ファム
声 - 戸松遥
情報収集が得意な傭兵団「シャドー」の団長を務める男性。団長になったのは最近であるうえ、「ファム」は偽名であり、本名はマザーク・ファインド（本人曰く"とうの昔に捨てた名"）。
決して統率力は高くはないが、武力や知力など圧倒的な個人の力で団長の座に君臨している。変装が得意で、特に女性への変装は精度が高く、普段は酒場で働く女性ウェイトレスとして振る舞っている。
ブラッハム・ジョー
声 - 内田修一
「スターツ城の悪童」と呼ばれる、スターツ城の少年兵。まっすぐな性格で、まだ成長途中だが高い能力を秘めている。リーツに一騎打ちを挑むが完敗し、リーツの弟子につく。

### クラン陣営
クラン・サレマキア
声 - 井上和彦
ミーシアン州総督の長男で貿易都市センプラーを治めている。弟バサマークとの戦に勝利し「ミーシアン国」を創るという野望を持つ。
レング・サレマキア
声 - 野上翔
貿易都市センプラーを治めるクランの息子。思ったことをすぐに口にしてしまう正直者で、噓をつくのが苦手。
クラマント・メイトロー三世
声 - 中村悠一
戦闘専門の傭兵団メイトロー傭兵団団長。「メイトローの戦鬼」の異名を持ち、圧倒的な武勇を誇る。

#### ローベント家
レイヴン・ローベント
声 - 東地宏樹
アルスの父であり、ローベント家当主。きわめて高い実力と統率力によってランベルクを治めているが、病気に倒れて次第に弱っていく。最終的に死亡し、アルスに家督を相続させることとなった。
ソフィア・ローベント
声 - 川澄綾子
アルスの母親。
クライツ・ローベント
声 - 千春
アルスの弟でレンの双子の兄。
レン・ローベント
声 - 高尾奏音
アルスの妹でクライツの双子の妹。

#### カナレ郡
ルメイル・パイレス
声 - てらそま まさき
ミーシアン州カナレ郡長。まだ若いながらも優秀な家臣を率いるアルスに期待を寄せている。
メナス・レナード
声 - 玉井勇輝
カナレ郡長ルメイルの家臣。ルメイルに足りない部分を補う形でカナレの統治を補佐している。
ハマンド・プレイド
声 - 塩屋浩三
カナレ郡トルベキスタの領主で娘のリシアを溺愛している。レイヴンとは古くからの仲。
クラル・オルスロー
声 - 麻生智久
カナレ郡クメール領主。アルスが幼少期の頃から交流がある。

### バサマーク陣営
バサマーク・サレマキア
声 - 堀内賢雄
ミーシアン州総督の次男でクランの弟。 総督の座をかけクランとの戦を始める。ミレーユ曰く「完璧主義者」で絶対に勝てる戦しかしないとのこと。
トーマス・グランジオン
声 - 間宮康弘、杉山里穂（幼いトーマス）
バサマークの家臣でミレーユの弟。バサマークに忠誠を誓っており、勝利のためなら自らの犠牲も厭わない。
セレナ・バンドル
声 - 田中有紀
サムク郡長長女。責任感が強く、領主として領地を守るために命を懸けて戦うべきだと考えている。
リューパ ・ルーズトン
声 - 前野智昭
バサマークから任命された、バルドセン砦の指揮官。クランからもその実力が認められているほどの名将。
ダン・アレースト
声 - 山根雅史
ロルト城主ジャンの異母兄弟で騎兵隊隊長。リーツに匹敵するほどの戦闘能力を持つ。
ジャン・テンドリー
声 - 梅原裕一郎
ロルト城主でダンの異母兄弟。常に冷静な策略家で、田舎の騎馬民族から貴族へと成り上がった実力者。

### サマフォース帝国
シャクマ・ドリーズ
声 - 遊佐浩二
サマフォース帝国宰相。幼い皇帝に代わってサマフォース帝国の政権を握っている。

### その他
シン・セイマーロ
声 - 加藤 渉
サムク郡でアルスが出会った香具師。高度な技術を持っており、人が空を飛べるようになることを夢みている。

## 既刊一覧

### 小説
- 未来人A（著）・jimmy（イラスト）『転生貴族、鑑定スキルで成り上がる 〜弱小領地を受け継いだので、優秀な人材を増やしていたら、最強領地になってた〜』講談社〈Kラノベブックス〉、既刊7巻（2024年10月2日現在）
  1. 2020年7月2日発売[10]、ISBN 978-4-06-520422-1
  2. 2021年1月4日発売[11]、ISBN 978-4-06-522062-7
  3. 2021年9月2日発売[12]、ISBN 978-4-06-524910-9
  4. 2022年12月2日発売[13]、ISBN 978-4-06-529661-5
  5. 2023年7月1日発売[14]、ISBN 978-4-06-532067-9
  6. 2024年4月2日発売[15]、ISBN 978-4-06-535406-3
  7. 2024年10月2日発売[16]、ISBN 978-4-06-535406-3

### 漫画
- 井上菜摘（漫画）・未来人A（原作）・jimmy（キャラクター原案）『転生貴族、鑑定スキルで成り上がる 〜弱小領地を受け継いだので、優秀な人材を増やしていたら、最強領地になってた〜』講談社〈KCデラックス〉、既刊18巻（2025年5月9日現在）
  1. 2020年11月9日発売[17][18]、ISBN 978-4-06-521299-8
  2. 2021年2月9日発売[19][20]、ISBN 978-4-06-522356-7
  3. 2021年5月7日発売[21]、ISBN 978-4-06-523160-9
  4. 2021年8月6日発売[22]、ISBN 978-4-06-524476-0
  5. 2021年11月9日発売[23]、ISBN 978-4-06-525988-7
  6. 2022年2月9日発売[24]、ISBN 978-4-06-526906-0
  7. 2022年5月9日発売[25]、ISBN 978-4-06-527844-4
  8. 2022年8月9日発売[26]、ISBN 978-4-06-528664-7
  9. 2022年11月9日発売[27]、ISBN 978-4-06-529715-5
  10. 2023年2月9日発売[28]、ISBN 978-4-06-530532-4
  11. 2023年5月9日発売[29]、ISBN 978-4-06-531595-8
  12. 2023年8月8日発売[30]、ISBN 978-4-06-532595-7
  13. 2023年11月9日発売[31]、ISBN 978-4-06-533512-3
  14. 2024年3月8日発売[32]、ISBN 978-4-06-534864-2
  15. 2024年6月7日発売[33]、ISBN 978-4-06-535799-6
  16. 2024年10月8日発売[34]、ISBN 978-4-06-537042-1
  17. 2025年1月8日発売[35]、ISBN 978-4-06-538054-3
  18. 2025年5月9日発売[36]、ISBN 978-4-06-539048-1

## テレビアニメ
『転生貴族、鑑定スキルで成り上がる』（てんせいきぞく かんていスキルでなりあがる）のタイトルで、2024年4月に新設されたCBCテレビ制作によるTBS系列のアニメ枠『アガルアニメ』ほかにて放送。2023年5月にテレビアニメ化が発表され、第1期は2024年4月から6月まで、第2期は同年9月より12月まで放送された。第3期の制作が決定している。
第1期放送開始前の4月1日（エイプリルフール）にはハリウッドザコシショウが公式SNSを乗っ取り主演声優を騙る、メイン声優のインタビュー動画に乱入するといったプロモーションが行なわれた。

### スタッフ
- 原作 - 未来人A[7]
- キャラクター原案 - jimmy[7]
- 漫画 - 井上菜摘[7]
- 監督 - 加戸誉夫[7]
- シリーズ構成 - 中西やすひろ[7]
- キャラクターデザイン - 八尋裕子[7]
- サブキャラクターデザイン - 坂﨑忠、堀たえ子、山岡信一[37]（第1・2期）、谷口元浩、荒木裕、張紹偉、卯野蒼、植田均、阪野日香莉（第2期）
- プロップ設定 - 卯野蒼、森木靖泰、原千遙、千葉啓太郎、加戸誉夫、荒木裕
- 色彩設計 - 田中美穂[37]
- 美術監督 - 瀬川孟彦（クリープ）[37]
- 美術設定 - 萌、クリープ（第1・2期）、中村広志（第1期）、やまだ六角、ゆ〜にっと、irohamu（第2期）
- 撮影監督 - 山越康司[37]
- 編集 - 野川仁[37]
- 3DCGディレクター - 宮崎渉（第1・2期）、松本美菜子（第1期）
- 音響監督 - 亀山俊樹[7]
- 音楽 - 夢見クジラ（wikidata）[7]
- 音楽制作 - ランティス
- 音楽プロデューサー - 臼倉竜太郎
- プロデューサー - 操上弘貴、立花耕、黒須信彦、Julien Vig、宮元恵美（第1期）→鈴木健人（第2期）、柴田知宏、田中渉
- アニメーションプロデューサー - 石田麻菜美
- アニメーション制作 - studio MOTHER[7]
- 製作 - 鑑定スキルで成り上がる製作委員会

### 主題歌
「ブルーデイズ」
TRUEによる第1期のオープニングテーマ。作詞は唐沢美帆、作曲は堀江晶太、編曲は岡村大輔と堀江晶太。
「Finally」
リシア・プレイド（花澤香菜）による第1期のエンディングテーマ。作詞は唐沢美帆、作曲・編曲は夢見クジラ。
「SKILLAWAKE」
PassCodeによる第2期のオープニングテーマ。作詞はucioとKonnie Aokiと平地孝次、作曲・編曲は平地孝次。
「Familiar」
田中有紀による第2期のエンディングテーマ。作詞は園田健太郎、作曲はGiz'MoとEunsol(1008)と石黑剛、編曲はEunsol(1008)と石黑剛。

### 各話リスト
| 話数   | サブタイトル           | 脚本         | 絵コンテ          | 演出       | 作画監督 | 総作画監督                 | 初放送日      |       |       |       |       |       |       |       |       |       |       |       |       |       |       |       |       |       |
| 第1期  | 第1期                  | 第1期        | 第1期             | 第1期      | 第1期 | 第1期                      | 第1期         | 第1期 | 第1期 | 第1期 | 第1期 | 第1期 | 第1期 | 第1期 | 第1期 | 第1期 | 第1期 | 第1期 | 第1期 | 第1期 | 第1期 | 第1期 | 第1期 | 第1期 |
| ------ | ---------------------- | ------------ | ----------------- | ---------- | --- | -------------------------- | ------------- | ----- | ----- | ----- | ----- | ----- | ----- | ----- | ----- | ----- | ----- | ----- | ----- | ----- | ----- | ----- | ----- | ----- |
| 第1話  | 転生と鑑定             | 中西やすひろ | 加戸誉夫          | 松島弘明   | 岸本誠司 堀たえ子 卯野蒼 金到暎 吉岡敏幸 くまがぱんいち                                                                          | 堀たえ子                   | 2024年 4月7日 |       |       |       |       |       |       |       |       |       |       |       |       |       |       |       |       |       |
| 第2話  | 上と下                 | 中西やすひろ | 加戸誉夫          | 竹内雅人   | 谷口元浩 金到暎 春川彩子 甲斐天貴                                                                                                | 谷口元浩                   | 4月14日       |       |       |       |       |       |       |       |       |       |       |       |       |       |       |       |       |       |
| 第3話  | 答え                   | 中西やすひろ | 内沼菜摘          | 内沼菜摘   | 堀たえ子 岸本誠司 小林千鶴 卯野蒼 平馬浩司 吉岡敏幸 李敬順 金慶鎬 李官雨                                                         | 堀たえ子                   | 4月21日       |       |       |       |       |       |       |       |       |       |       |       |       |       |       |       |       |       |
| 第4話  | 才能の居場所           | 中西やすひろ | 加戸誉夫          | 藤代和也   | 岡田万衣子 阿形大輔 服部憲知 百代 Studio Bus K-Production                                                                        | 田中誠輝                   | 4月28日       |       |       |       |       |       |       |       |       |       |       |       |       |       |       |       |       |       |
| 第5話  | 嵐、来る！             | 大東大介     | 岩崎知子          | 松島弘明   | 谷口元浩 春川彩子 甲斐天貴 李敬順 金慶鎬 李官雨 新入り 藤代ゆえ 井川春菜 阿南隼 ぴろ式 36.5℃ 校條あや 扈誠眞 朴善暻 鄭晧元       | 谷口元浩                   | 5月5日        |       |       |       |       |       |       |       |       |       |       |       |       |       |       |       |       |       |
| 第6話  | 戦士の顔               | 小山眞       | 内沼菜摘          | 細田雅弘   | 飯飼一幸 山﨑展義 | 谷口元浩                   | 5月12日       |       |       |       |       |       |       |       |       |       |       |       |       |       |       |       |       |       |
| 第7話  | 継承                   | 中西やすひろ | 加戸誉夫          | 河野利幸   | 堀たえ子 小林千鶴 岸本誠司 卯野蒼 金到暎 吉岡敏幸                                                                                | 堀たえ子 小林千鶴          | 5月19日       |       |       |       |       |       |       |       |       |       |       |       |       |       |       |       |       |       |
| 第8話  | 新世代                 | 大東大介     | 加戸誉夫          | 藤代和也   | 花澤友梨 服部憲知 百代 岡垣優 阿形大輔 川口弘明 K-PRODUCTION Studio Bus リバイバル                                               | 谷口元浩                   | 5月26日       |       |       |       |       |       |       |       |       |       |       |       |       |       |       |       |       |       |
| 第9話  | 探り合い               | 大東大介     | 竹内雅人          | 竹内雅人   | 甲斐天貴 春川彩子 二林翔太 Lee Sang-min AMPHIBI                                                                                  | 小林千鶴                   | 6月2日        |       |       |       |       |       |       |       |       |       |       |       |       |       |       |       |       |       |
| 第10話 | クラン・サレマキア     | 小山眞       | 内沼菜摘          | 細田雅弘   | 飯飼一幸 山﨑展義 | 谷口元浩                   | 6月9日        |       |       |       |       |       |       |       |       |       |       |       |       |       |       |       |       |       |
| 第11話 | ミレーユ・グランジオン | 中西やすひろ | 松島弘明 加戸誉夫 | 松島弘明   | 岸本誠司 金到暎 平馬浩司 Lee Sang-min 小林千鶴 吉岡敏幸 今井雅美 甲斐天貴 佐藤好 叶昌 周俊杰 姜智慧 孙振亮                       | 谷口元浩                   | 6月16日       |       |       |       |       |       |       |       |       |       |       |       |       |       |       |       |       |       |
| 第12話 | 誓い                   | 中西やすひろ | 加戸誉夫          | 河野利幸   | 小林千鶴 金到暎 岸本誠司 Lee Sang-min 甲斐天貴 春川彩子 津幡佳明 堀たえ子 谷口元浩                                               | 小林千鶴                   | 6月23日       |       |       |       |       |       |       |       |       |       |       |       |       |       |       |       |       |       |
| 第2期  |                        |              |                   |            | |                            |               |       |       |       |       |       |       |       |       |       |       |       |       |       |       |       |       |       |
| 第13話 | 約束                   | 中西やすひろ | 加戸誉夫          | 加戸誉夫   | 新井みき 岸本誠司 坂﨑忠 堀たえ子 金到暎 春川彩子                                                                                | 新井みき                   | 9月29日       |       |       |       |       |       |       |       |       |       |       |       |       |       |       |       |       |       |
| 第14話 | 交渉                   | 小山眞       | 加戸誉夫          | 三川智美   | 平馬浩司 Lee Sang-min 佐藤好 津幡佳明 天界 袁琳 陈娇娇 徐延文 堀たえ子                                                           | 谷口元浩                   | 10月6日       |       |       |       |       |       |       |       |       |       |       |       |       |       |       |       |       |       |
| 第15話 | 領主の姿               | 小山眞       | 竹内雅人          | 竹内雅人   | 小林千鶴 堀たえ子 春川彩子 甲斐天貴 新村香奈 Grand Guerrilla                                                                     | 小林千鶴                   | 10月13日      |       |       |       |       |       |       |       |       |       |       |       |       |       |       |       |       |       |
| 第16話 | ワクマクロ砦           | 小山眞       | 内沼菜摘          | 箕ノ口克己 | 飯飼一幸 河原久美子 三沢聖矢 朴乾河                                                                                              | 谷口元浩                   | 10月20日      |       |       |       |       |       |       |       |       |       |       |       |       |       |       |       |       |       |
| 第17話 | サムク城攻略           | 小山眞       | 松島弘明          | 松島弘明   | 小林千鶴 岸本誠司 金到暎 校條あや 新村香奈 無錫市淏明ゲームアニメスタジオ 彭丽颖 韩卉                                            | 小林千鶴                   | 11月4日       |       |       |       |       |       |       |       |       |       |       |       |       |       |       |       |       |       |
| 第18話 | 進化                   | 大東大介     | 岩崎知子          | 符腾       | 拓锐达 紹興猫毛社 陈凯 面瘫 孙振亮 覃启若                                                                                        | 五月麻帆                   | 11月10日      |       |       |       |       |       |       |       |       |       |       |       |       |       |       |       |       |       |
| 第19話 | ロルト城の脅威         | 大東大介     | 内沼菜摘          | 田村浩一   | 毛缟斑 梓宏 王瑞浩 拓锐达 樱花 面瘫                                                                                              | 谷口元浩 小林千鶴 五月麻帆 | 11月17日      |       |       |       |       |       |       |       |       |       |       |       |       |       |       |       |       |       |
| 第20話 | 家族                   | 大東大介     | 加戸誉夫          | 加戸誉夫   | 坂﨑忠 堀たえ子 平馬浩司 金到暎 阪野日香莉 甲斐天貴 Grand Guerrilla                                                              | 小林千鶴                   | 11月24日      |       |       |       |       |       |       |       |       |       |       |       |       |       |       |       |       |       |
| 第21話 | 影の未来               | 大東大介     | 松島弘明          | 松島弘明   | コン ウォンシック キム ユンジョン オ ウンス ウォン・ウンスック ユン ヒヨン                                                       | 小林千鶴 堀たえ子          | 12月1日       |       |       |       |       |       |       |       |       |       |       |       |       |       |       |       |       |       |
| 第22話 | 雪合戦                 | 大東大介     | 岩崎知子          | 箕ノ口克己 | 飯飼一幸 三沢聖矢 朴乾河 BEEP 淏明                                                                                               | 谷口元浩 小林千鶴 五月麻帆 | 12月8日       |       |       |       |       |       |       |       |       |       |       |       |       |       |       |       |       |       |
| 第23話 | 忠誠                   | 小山眞       | 加戸誉夫          | にわ素彦   | SEKED 平馬浩司 堀たえ子 片岡恵美子 南伸一郎 光の園・アニメーション マウス                                                        | 谷口元浩 小林千鶴 五月麻帆 | 12月15日      |       |       |       |       |       |       |       |       |       |       |       |       |       |       |       |       |       |
| 第24話 | 託される想い           | 中西やすひろ | 河野利幸          | 河野利幸   | 堀たえ子 岸本誠司 坂﨑忠 春川彩子 金到暎 校條あや SEKED くまがぱんいち 小林千鶴 无锡市樱花卡通有限公司 無錫極速蝸牛動畫 淏明动画 | 八尋裕子                   | 12月22日      |       |       |       |       |       |       |       |       |       |       |       |       |       |       |       |       |       |

### 放送局
| 放送期間                   | 放送時間                     | 放送局                                  | 対象地域 | 備考                                |
| -------------------------- | ---------------------------- | --------------------------------------- | -------- | ----------------------------------- |
| 2024年4月7日 - 6月23日     | 日曜 23:30 - 月曜 0:00       | CBCテレビ（製作参加） ほかTBS系列全28局 | 日本国内 | 連動データ放送 / 『アガルアニメ』枠 |
| 2024年4月9日 - 6月25日     | 火曜 23:00 - 23:30           | AT-X                                    | 日本全域 | CS放送 / リピート放送あり           |
| 2024年4月14日 - 6月30日    | 日曜 0:30 - 1:00（土曜深夜） | BS日テレ                                | 日本全域 | BS放送 / 『アニメにむちゅ〜』枠     |
| 全放送局で字幕放送を実施。 |                              |                                         |          |                                     |

| 配信開始日    | 配信時間                           | 配信サイト | 備考                   |
| ------------- | ---------------------------------- | --- | ---------------------- |
| 2024年4月8日  | 月曜 0:00（日曜深夜） 更新         | U-NEXT アニメ放題 dアニメストア | 見放題配信             |
|               | 月曜 0:00（日曜深夜） 以降順次更新 | Amazon Prime Video カンテレドーガ J:COM STREAM TELASA HAPPY!動画 バンダイチャンネル ビデオマーケット milplus music.jp                  | 都度課金配信           |
| 2024年4月11日 | 木曜 0:00（水曜深夜） 以降順次更新 | ABEMAプレミアム Amazon Prime Video auスマートパスプレミアム J:COM STREAM TELASA DMM TV Netflix Hulu milplus見放題パックプライム Lemino | 見放題配信             |
|               | 木曜 0:00 - 0:30（水曜深夜）       | ABEMA |                        |
| 2024年4月13日 | 土曜 22:30 - 23:00                 | ニコニコ生放送 |                        |
|               | 土曜 23:00 更新                    | ニコニコチャンネル | 最新話期間限定無料配信 |

| 放送期間                   | 放送時間                     | 放送局                                  | 対象地域 | 備考                                |
| -------------------------- | ---------------------------- | --------------------------------------- | -------- | ----------------------------------- |
| 2024年9月29日 - 12月22日   | 日曜 23:30 - 月曜 0:00       | CBCテレビ（製作参加） ほかTBS系列全28局 | 日本国内 | 連動データ放送 / 『アガルアニメ』枠 |
| 2024年10月1日 - 12月24日   | 火曜 0:30 - 1:00（月曜深夜） | BS日テレ                                | 日本全域 | BS放送 / 『アニメにむちゅ〜』枠     |
|                            | 火曜 23:00 - 23:30           | AT-X                                    | 日本全域 | CS放送 / リピート放送あり           |
| 全放送局で字幕放送を実施。 |                              |                                         |          |                                     |

| 配信開始日    | 配信時間                           | 配信サイト | 備考         |
| ------------- | ---------------------------------- | --- | ------------ |
| 2024年9月30日 | 月曜 0:00（日曜深夜） 更新         | U-NEXT アニメ放題 dアニメストア | 見放題配信   |
|               | 月曜 0:00（日曜深夜） 以降順次更新 | Amazon Prime Video カンテレドーガ J:COM STREAM TELASA ニコニコチャンネル HAPPY!動画 バンダイチャンネル ビデオマーケット milplus music.jp                  | 都度課金配信 |
| 2024年10月3日 | 木曜 0:00（水曜深夜） 以降順次更新 | ABEMAプレミアム Amazon Prime Video auスマートパスプレミアム J:COM STREAM TELASA DMM TV Netflix バンダイチャンネル Hulu milplus見放題パックプライム Lemino | 見放題配信   |
| 2024年10月4日 | 金曜 23:30 - 土曜 0:00             | ABEMA |              |
| 2024年10月5日 | 土曜 22:30 - 23:00                 | ニコニコ生放送 |              |

### BD
| 巻 | 発売日        | 収録話         | 規格品番  |
| -- | ------------- | -------------- | --------- |
| 1  | 2024年7月24日 | 第1話 - 第4話  | BCXA-1813 |
| 2  | 2024年8月28日 | 第5話 - 第8話  | BCXA-1814 |
| 3  | 2024年9月25日 | 第9話 - 第12話 | BCXA-1815 |

| 巻 | 発売日        | 収録話          | 規格品番  |
| -- | ------------- | --------------- | --------- |
| 1  | 2025年1月29日 | 第13話 - 第16話 | BCXA-1816 |
| 2  | 2025年2月26日 | 第17話 - 第20話 | BCXA-1817 |
| 3  | 2025年3月26日 | 第21話 - 第24話 | BCXA-1818 |

### Webラジオ
Webラジオ番組『鑑定スキルの華金ラジオ』が、4月12日よりHiBiKi Radio Stationにて毎週金曜日に配信中。アーカイブはYouTubeチャンネル「isekai channel @バンダイナムコフィルムワークス」にて配信されている。パーソナリティーはアルス役の藤原夏海。5月26日にはYouTubeチャンネルにて「鑑定スキル、春の夜会で盛り上がる〜第8話放送直前生配信〜」が配信された。
| 鑑定スキルの華金ラジオ | 鑑定スキルの華金ラジオ | 鑑定スキルの華金ラジオ | 鑑定スキルの華金ラジオ                                                            | 鑑定スキルの華金ラジオ | 鑑定スキルの華金ラジオ | 鑑定スキルの華金ラジオ | 鑑定スキルの華金ラジオ                                                      |
| 第一期                 | 第一期                 | 第一期                 | 第一期                                                                            | 第二期                 | 第二期                 | 第二期                 | 第二期                                                                      |
| 回                     | 響ラジオ 配信日        | YouTube 配信日         | ゲスト                                                                            | 回                     | 響ラジオ 配信日        | YouTube 配信日         | ゲスト                                                                      |
| ---------------------- | ---------------------- | ---------------------- | --------------------------------------------------------------------------------- | ---------------------- | ---------------------- | ---------------------- | --------------------------------------------------------------------------- |
| 第1回                  | 2024年4月12日          | 2024年4月19日          | 坂泰斗（リーツ役）                                                                | 第19回                 | 2024年10月4日          | 2024年10月11日         | 坂泰斗（リーツ役）                                                          |
| 第2回                  | 2024年4月19日          | 2024年4月26日          | 坂泰斗（リーツ役）                                                                | 第20回                 | 2024年10月11日         | 2024年10月18日         | 佳穂成美（シャーロット役）                                                  |
| 第3回                  | 2024年4月26日          | 2024年5月3日           | 佳穂成美（シャーロット役）                                                        | 第21回                 | 2024年10月18日         | 2024年10月25日         | 野上翔（レング・サレマキア役）                                              |
| 第4回                  | 2024年5月3日           | 2024年5月10日          | 佳穂成美（シャーロット役）                                                        | 第22回                 | 2024年10月25日         | 2024年11月1日          | 田中有紀（セレナ・バンドル役）                                              |
| 第5回                  | 2024年5月10日          | 2024年5月17日          | 坂泰斗（リーツ役）                                                                | 第23回                 | 2024年11月1日          | 2024年11月8日          | PassCode（大上陽奈子、有馬えみり）                                          |
| 第6回                  | 2024年5月17日          | 2024年5月24日          | 坂泰斗（リーツ役）                                                                | 第24回                 | 2024年11月8日          | 2024年11月15日         | 岡咲美保（ロセル役）                                                        |
| 第7回                  | 2024年5月24日          | 2024年5月31日          | 岡咲美保（ロセル役）                                                              | 第25回                 | 2024年11月15日         | 2024年11月22日         | 前野智昭（リューパ・ルーズトン役）                                          |
| 第8回                  | 2024年5月31日          | 2024年6月7日           | 岡咲美保（ロセル役）                                                              | 第26回                 | 2024年11月22日         | 2024年11月29日         | 梅原裕一郎（ジャン・テンドリー役）                                          |
| 第9回                  | 2024年6月7日           | 2024年6月14日          | 戸松遥（ファム役）                                                                | 第27回                 | 2024年11月29日         | 2024年12月6日          | 戸松遥（ファム役）                                                          |
| 第10回                 | 2024年6月14日          | 2024年6月21日          | 戸松遥（ファム役）                                                                | 第28回                 | 2024年12月6日          | 2024年12月13日         | 生天目仁美（ミレーユ・グランジオン役） 間宮康弘（トーマス・グランジオン役） |
| 第11回                 | 2024年6月21日          | 2024年6月28日          | 生天目仁美（ミレーユ役）                                                          | 第28回                 | 2024年12月6日          | 2024年12月13日         | 生天目仁美（ミレーユ・グランジオン役） 間宮康弘（トーマス・グランジオン役） |
| 第12回                 | 2024年6月28日          | 2024年7月5日           | 生天目仁美（ミレーユ役）                                                          | 第29回                 | 2024年12月13日         | 2024年12月20日         | 坂泰斗（リーツ役） 内田修一（ブラッハム・ジョー役）                         |
| 第13回                 | 2024年7月12日          | 2024年7月26日          | 花澤香菜（リシア役）                                                              | 第29回                 | 2024年12月13日         | 2024年12月20日         | 坂泰斗（リーツ役） 内田修一（ブラッハム・ジョー役）                         |
| 第14回                 | 2024年7月26日          | 2024年8月9日           | 花澤香菜（リシア役）                                                              | 第30回                 | 2024年12月20日         | 2024年12月27日         | 坂泰斗（リーツ役） 佳穂成美（シャーロット役）                               |
| 第15回                 | 2024年8月9日           | 2024年8月23日          | 『転生したら第七王子だったので、気ままに魔術を極めます』より 小市眞琴（ロイド役） | 第30回                 | 2024年12月20日         | 2024年12月27日         | 坂泰斗（リーツ役） 佳穂成美（シャーロット役）                               |
| 第16回                 | 2024年8月23日          | 2024年9月6日           | 『転生したら第七王子だったので、気ままに魔術を極めます』より 小市眞琴（ロイド役） | 第31回                 | 2024年12月27日         | 2025年1月10日          | 坂泰斗（リーツ役） 佳穂成美（シャーロット役）                               |
| 第17回                 | 2024年9月6日           | 2024年9月20日          | 坂泰斗（リーツ役）、佳穂成美（シャーロット役）                                    | 第31回                 | 2024年12月27日         | 2025年1月10日          | 坂泰斗（リーツ役） 佳穂成美（シャーロット役）                               |
| 第18回                 | 2024年9月20日          | 2024年10月4日          | 坂泰斗（リーツ役）、佳穂成美（シャーロット役）                                    |                        |                        |                        |                                                                             |

| CBCテレビをはじめとするTBS系列 日曜 23:30 - 月曜 0:00                           | CBCテレビをはじめとするTBS系列 日曜 23:30 - 月曜 0:00                                                                       | CBCテレビをはじめとするTBS系列 日曜 23:30 - 月曜 0:00                                 |
| 前番組                                                                          | 番組名 | 次番組                                                                                |
| ------------------------------------------------------------------------------- | --- | ------------------------------------------------------------------------------------- |
| ドーナツトーク （2022年4月3日 - 2024年3月31日） - ※ここまでドキュメンタリー番組 | 転生貴族、鑑定スキルで成り上がる（第1期） （2024年4月7日 - 6月23日） - ※ここから『アガルアニメ』枠 - ※ここまでCBCテレビ製作 | キン肉マン 完璧超人始祖編（Season 1） （2024年7月7日 - 9月22日） - ※CBCテレビ企画協力 |
| CBCテレビ制作・TBS系列 アガルアニメ                                             | |                                                                                       |
| （枠設置前）                                                                    | 転生貴族、鑑定スキルで成り上がる（第1期）                                                                                   | キン肉マン 完璧超人始祖編（Season 1） - ※CBCテレビ企画協力                            |
| キン肉マン 完璧超人始祖編（Season 1）                                           | 転生貴族、鑑定スキルで成り上がる（第2期）                                                                                   | キン肉マン 完璧超人始祖編（Season 2）                                                 |